# Bakum (Melle)
Bakum ist ein Ortsteil der Stadt Melle im Landkreis Osnabrück in Niedersachsen. Der Ort bildete bis 1970 eine Gemeinde im damaligen Landkreis Melle. Bakum gehört heute zum Meller Stadtteil Melle-Mitte.

## Geographie
Der Ortsteil Bakum erstreckt sich nördlich der Meller Kernstadt und reicht im Nordosten bis in die Meller Berge. Aus den Meller Bergen kommend durchquert der Zwickenbach den Ortsteil und mündet dann in die Else. Siedlungsschwerpunkte sind die Siedlungen Alrune, Brinksel und Rehteich. Im Nordwesten des Orteils erstreckt sich am Ochsenweg ein größeres Gewerbegebiet.

## Geschichte
Die Bauerschaft Bakum gehörte bis zu den Napoleonischen Kriegen zum Amt Grönenberg des Hochstifts Osnabrück. Von 1807 bis 1810 gehörte Bakum zum Kanton Melle des napoleonischen Satellitenstaats Königreich Westphalen. Von 1811 bis 1813 gehörte der Ort unmittelbar zu Frankreich und dort zur Mairie Melle im Arrondissement Osnabrück des Departements der Oberen Ems. 1814 kam Bakum zum Königreich Hannover und bildete dort eine Gemeinde im Amt Grönenberg. 1867 fiel Bakum mit dem gesamten Königreich Hannover an Preußen und seit 1885 gehörte die Gemeinde zum Landkreis Melle. Innerhalb des Landkreises Melle gehörte die Gemeinde zur Samtgemeinde Melle. Nachdem sich die Bebbauung der Stadt Melle seit dem 19. Jahrhundert auf das Gebiet von Bakum ausgedehnt hatte, trat die Gemeinde Bakum 1929 größere Gebietsteile an die Stadt Melle ab. Dies betraf das nördlich der Else liegende Gebiet der heutigen Kernstadt.
Am 1. Januar 1970 wurde Bakum in der ersten Phase der Gebietsreform in Niedersachsen in die Stadt Melle eingegliedert.

## Einwohnerentwicklung
| Jahr | Einwohner | Quelle |
| ---- | --------- | ------ |
| 1845 | 0674      | [ 3 ]  |
| 1871 | 1060      | [ 4 ]  |
| 1910 | 1891      | [ 5 ]  |
| 1939 | 0685      | [ 6 ]  |
| 1950 | 0984      | [ 7 ]  |
| 1961 | 1187      | [ 7 ]  |

Die Gemeinde Bakum wurde 1929 deutlich verkleinert.

## Baudenkmale
In Bakum sind mehrere Bauwerke denkmalgeschützt:
- Der Hof Beckmann an der Bakumer Straße 63
- Der Hof Joost-Meyer zu Bakum an der Bakumer Straße 80
- Der Hof Prasse an der Bergstraße 67
- Der Hof Budde an der Oldendorfer Straße 91
- Ein Heuerhaus an der  Oldendorfer Straße 91
- Der Hof Meyer an der Oldendorfer Straße 93
- Ein Doppelheuerhaus an der Oldendorfer Straße 105

## Öffentliche Einrichtungen
Bakum besitzt eine Ortsfeuerwehr mit einem Gerätehaus an der Bakumer Straße.

## Wirtschaft
Im Bakumer Gewerbegebiet sind unter anderem Logistikzentren der Firmen Thomas Philipps und Nosta angesiedelt.